# 36ª Divisione corazzata "Gaash"
La 36ª Divisione Corazzata "Gaash" (in ebraico עוצבת געש‎?) fa parte delle Forze di Difesa Israeliane (IDF), ed è una unità corazzata in servizio regolare. Fa parte del Comando settentrionale.
La divisione è stata creata nel 1954 e fino al 1958 è stata guidata dal generale Avraham Yoffe. Dal 1958 al 1962 la divisione è stata comandata dal generale Zvi Zamir, dal 1962 al 1965 da Uzi Narkiss, e dal 1965 al 1969 da Elad Peled.
Nella Guerra dei sei giorni, la divisione ha combattuto le battaglie nel nord della Samaria, avendo sotto il suo comando la Brigata Barak (che a quei tempi si chiamava 45ª Brigata Corazzata), la 37ª Brigata Corazzata, e forze della 1ª Brigata 'Golani'. Dopo ha occupato il sud delle Alture del Golan. Finita la guerra, è stata comandata da Shmuel Gonen (1969-1972) e da Rafael Eitan (1972-1974).
Nella guerra dello Yom Kippur la divisione ha combattuto le battaglie difensive sulle Alture del Golan, ed in seguito è penetrata in territorio siriano. Nella Guerra del Libano (1978) l'unità ha combattuto sul fronte orientale. Nella seconda Guerra del Libano (1982) ha operato nel fronte centrale, e dalla strada costiera è entrata in Beirut.
Dal 2006 la divisione fa la guardia alle alture del Golan, ed ha nel suo organico la 7ª Brigata Corazzata e la Brigata Barak. Dal 31 luglio 2013 è comandata dal generale di brigata Itzik Turjeman che ha sostituito il suo pari grado Tamir Haiman.

## Ordine di Battaglia: 36ª Divisione Corazzata "Gaash"

Struttura della divisione.

- 7ª Brigata Corazzata "Saar me-Golan"
- 188ª Brigata Corazzata "Barak"
- 1ª Brigata Fanteria "Golani"
- 263ª Brigata Corazzata "Merkavot ha-Esh" (riserva)
- 609ª Brigata Fanteria "Alexandroni" (riserva)
- 474ª Brigata Territoriale "Golan" (riserva)
- 212º Reggimento Artiglieria "Golan"
- Battaglione Comunicazioni